# رجا تشودهاري
رجا تشودهاري (بالإنجليزية: Raja Choudhury)‏ هو مخرج نيجيري، ولد في 11 يونيو 1964 في إبادان في نيجيريا.

## وصلات خارجية
- رجا تشودهاري على موقع IMDb (الإنجليزية)